# Henrik Rehbinder
Henrik Rehbinder, född 18 oktober 1604 i Livland, död 13 oktober 1680 i Stockholm, var en svensk militär och friherre av släkten Rehbinder. Han var chef för hela finska krigsmakten från år 1673.
Henrik Rehbinder var son till den livländske ryttmästaren Bernhard Rehbinder och Elisabet von Vietinghoff. Han naturaliserades som svensk adelsman 1668 och upphöjdes sedan till friherre. 
Rehbinder gifte sig 1638 med Hildegard Elisabeth von Yxkull och 1680 med Anna Bure, dotter till Olof Bure.